# Georg von Wrangel

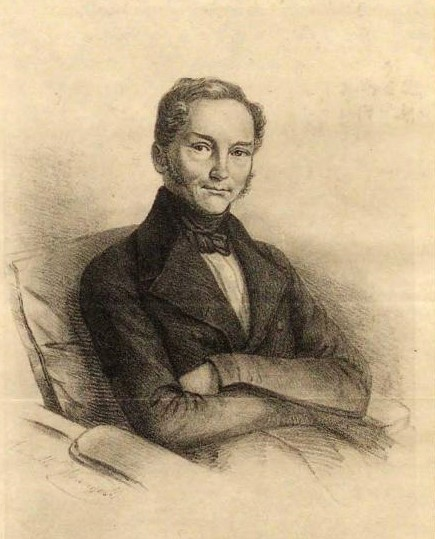
Georg von Wrangel

Georg Gustav Ludwig von Wrangel, Freiherr zu Ludenhof (russisch Егор Васильевич Врангель Egor Wassilewitsch Wrangel; * 28. Septemberjul. / 9. Oktober 1783greg. in Maidel; † 3. Junijul. / 15. Juni 1841greg. in St. Petersburg), war ein russischer Jurist.

## Leben

### Herkunft und Familie
Georg war Angehöriger der schwedischen Linie der Freiherren Wrangel af Ludenhof des baltischen Adelsgeschlechts von Wrangel. Seine Eltern waren der russische Kapitän und Kollegial-Assessor, Wilhelm Freiherr von Wrangell zu Ludenhof (1747–1845) und Barbara, geborene von Wrangell aus dem Hause Lagena (1758–1838). Der russische Generalmajor Alexander von Wrangel (1794–1841) und der russische Admiral Wilhelm von Wrangel (1797–1872) waren seine Brüder.
Er vermählte sich 1811 in Kasan mit Praskowia Jakowkin (1794–1858), Tochter des aus Perm gekommenen Ilja Feodorowitsch Jakowkin (Elias Jakowkin; 1764–1836), des ersten Rektors der Universität zu Kasan, zugleich ihres Hauptprofessors und auch Direktors des Kasaner Gymnasiums, Professors der Geschichte, Geographie und Statistik des Russischen Reiches, ab 1809 Ritter des Wladimirordens, ältestes Mitglied (Präsident) der Gesellschaft der Freunde der vaterländischen Literatur. Ursprünglich hatte Jakowkin seine Tochter Anna für die Ehe mit Baron Wrangel vorgesehen, weshalb er mit Missfallen duldete, dass Nikolai Iwanowitsch Lobatschewski, damals armer Student, der ein Auge auf diese geworfen hatte, in seinem Haus verkehrte. Schließlich schickte Jakowkin seine Tochter Anna nach Petersburg, wo sie später einen Fürsten, der ebenfalls Student der Kasaner Universität gewesen war, geheiratet habe. Aus der Ehe Georg von Wrangels mit Jakowkins Tochter Praskowia sind dann sieben Kinder hervorgegangen.

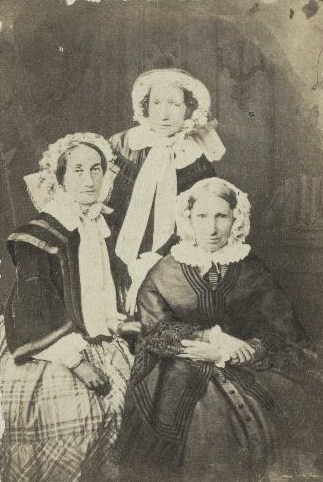
Praskowia Wrangel, geb. Jakowkin mit den Töchtern Anna (1815–1863) und Katharina (1820–1895)
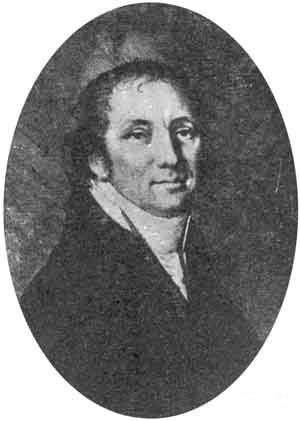
Ilja Jakowkin (1764–1836), Wrangels Schwiegervater

### Werdegang
Wrangel studierte seit Februar 1802 nacheinander an den Universitäten Dorpat, dann in Wittenberg und Heidelberg. Unter der Führung von Speranski und Rosenkampff in St. Petersburg in der Gesetz-Kommission, folgte dann aber einen Ruf an die Universität Kasan, wo er 1809 zunächst Gehilfe, von 1815 bis 1819 aber ordentlicher Professor des russischen Rechts war. In den Jahren 1820 bis 1837 war er Professor am Lyzeum Zarskoje Selo und von 1836 bis 1841 schließlich an der Universität St. Petersburg. Bereits seit dem Jahr 1832 lehrte er auch am Pädagogischen Institut in St. Petersburg und war seit 1835 Inspektor der dortigen Rechtsschule. Weiterhin war er Lehrer des Thronfolgers Alexander II. und Wirklicher Staatsrat.